# Hard X
Hard X — канадская порнографическая киностудия, производящая фильмы в жанрах хардкор- и гонзо-порнографии.

## История
Студия была основана в августе 2013 года компанией OpenLife Entertainment, позднее известная как O.L. Entertainment. Hard X занимается производством фильмов в различных категориях: традиционный, анальный, межрасовый, групповой секс (гэнг-бэнг, блоу-бенг) и двойное проникновение (двойное анальное и двойное вагинальное проникновения). Дистрибуцией фильмов студии занимается Mile High Media. Hard X, наряду с Erotica X, Dark X, Lesbian X и All Black X, входит в состав бренда X Empire.
На дебютной для студии церемонии AVN Awards в 2014 году фильм Anikka с Анникой Элбрайт в главной роли удостоился в общем счёте восьми наград в пяти категориях, в том числе за «Лучший фильм-шоу со звездой» (Best Star Showcase), а студия выиграла награду в категории «Лучшая новая студия» (вместе с Erotica X). В январе 2015 года фильм Gangbang Me получает тринадцать наград AVN Awards в трёх категориях (в том числе как «Лучший оргия/генгбенг-фильм»), а Anikka 2 — девять наград в трёх категориях. В этом же месяце студия получает награду XBIZ Award в категории «Студия года», а фильм Gangbang Me шесть наград в одной категории. Через три месяца сериал DP Me выигрывает награду XRCO Award как «Лучший гонзо-сериал».
В 2017 году фильм Latin Asses 3 был отмечен наградами Urban X Award и NightMoves Award в категориях «Лучший латинский фильм» и «Лучший этнический/межрасовый фильм» (выбор редакции) соответственно. В 2018 и 2019 годах сериал Squirt for Me выиграл две награды AVN в категории «Лучший нишевой сериал». В конце июня 2019 года сериал DP Me повторно удостаивается награды XRCO Award в категории «Лучший гонзо-сериал».

## Награды и номинации
| Год  | Награда          | Результат | Категория                                |
| ---- | ---------------- | --------- | ---------------------------------------- |
| 2014 | AVN Award        | Победа    | Лучшая новая студия (вместе с Erotica X) |
| 2015 | XBIZ Award       | Победа    | Студия года                              |
| 2016 | NightMoves Award | Номинация | Лучшая производственная компания         |
| 2016 | XBIZ Award       | Номинация | Студия года                              |
| 2017 | AVN Award        | Номинация | Лучший веб-сайт с членской подпиской     |
| 2017 | DVDerotik Award  | Номинация | Студия года                              |
| 2017 | Spank Bank Award | Номинация | Производственная студия года             |
| 2017 | XBIZ Award       | Номинация | Порносайт года — студийный               |
| 2017 | XBIZ Award       | Номинация | Студия года                              |
| 2018 | NightMoves Award | Номинация | Лучшая производственная компания         |
| 2018 | Spank Bank Award | Номинация | Платный веб-сайт года                    |
| 2018 | Spank Bank Award | Номинация | Производственная студия года             |
| 2018 | Urban X Award    | Номинация | Студия года                              |
| 2018 | XBIZ Award       | Номинация | Платный сайт года                        |
| 2018 | XBIZ Award       | Номинация | Студия года                              |
| 2018 | XCritic Award    | Номинация | Лучший веб-сайт с членской подпиской     |
| 2019 | Fleshbot Award   | Номинация | Лучший платный сайт                      |
| 2019 | NightMoves Award | Номинация | Лучшая производственная компания         |
| 2019 | XBIZ Award       | Номинация | Студийный сайт года                      |
| 2020 | NightMoves Award | Номинация | Лучшая производственная компания         |
| 2020 | XBIZ Award       | Номинация | Платный сайт года                        |
| 2020 | XBIZ Award       | Номинация | Студийный сайт года                      |
| 2020 | XRCO Award       | Номинация | Лучший порносайт                         |
| 2021 | XBIZ Award       | Номинация | Платный сайт года                        |

## Частичная фильмография

### Сериалы
- Anal Cream Pies
- Anal Cuties
- Big Anal Asses
- DP Me
- Facialized
- Latin Asses
- Meet Mandingo
- Prime MILF
- Squirt for Me
- Stacked
- Super Cute

### Showcase-фильмы
- Abella
- Alexis
- Allie
- Anikka
- Anikka 2
- Keisha
- Lana Rhoades Unleashed
- Maddy
- Mia
- Remy